# Principauté de Nassau-Usingen

Nassau-Usingen (en allemand : Nassau-Usingen) est un ancien État du Saint-Empire romain germanique, dans le cercle du Haut-Rhin. D'abord comté, il fut élevé au rang de principauté en 1688.
Ce comté tire son origine du comté médiéval de Weilnau, qui fut acquis par les comtes de Nassau-Weilbourg en 1602, et divisé en 1629 entre les branches de Nassau-Weilbourg, Nassau-Idstein et Nassau-Sarrebruck. Ce dernier comté fut divisé à son tour en 1659, pour donner naissance aux comtés de Nassau-Sarrebruck, Nassau-Ottweiler et Nassau-Usingen.
Au début du XVIIIe siècle, trois de ces branches s'éteignirent au profit de la branche de Nassau-Usingen (Nassau-Idstein en 1721 avec le décès de Georges-Auguste de Nassau-Idstein, Nassau-Sarrebruck en 1723 avec celui de Charles-Louis de Nassau-Sarrebruck et Nassau-Ottweiler en 1728 avec celui de Frédéric-Louis de Nassau-Ottweiler). En 1735, la Nassau-Usingen fut de nouveau divisé entre la Nassau-Usingen et la Nassau-Sarrebruck, qui furent réunies en 1797.
En 1806, sous la pression de Napoléon Ier, la Nassau-Weilbourg et la Nassau-Usingen fusionnèrent pour former le duché de Nassau et entrer dans la confédération du Rhin.

## Territoire
En 1789, la principauté comprenait :
- Sur la rive droite du Rhin et au nord du Main :
  - Le comté ou bailliage d'Usingen (Grafschaft Usingen), comprenant :
    - La seigneurie de Neu-Weilnau (Herrschaft Neu-Weilnau) ;
    - La seigneurie d'Alt-Weilnau (Herrschaft Alt-Weilnau) ;
    - La juridiction de Stockheim (Gericht Stockheim) ;
    - La juridiction de Landstein (Gericht Landstein) ;

  - La seigneurie ou grand-bailliage d'Idstein (Oberamt Idstein) ;
  - Le bailliage de Wehen (Amt Wehen) ;
  - Le bailliage de Burgschwalbach (Amt Burgschwalbach) ;
  - Kettenbach (Kirchspiel Kettenbach) ;
  - Le grand-bailliage de Wiesbaden (Oberamt Wiesbaden) ;
- Sur la rive droite du Rhin et au sud du Main :
  - Le grand-bailliage de Lahr (Oberamt Lahr) ;
- Sur la rive gauche du Rhin :
  - La principauté de Sarrebruck (Fürstentum Saarbrücken) ;
  - La seigneurie d'Ottweiler (Herrschaft Ottweiler) ;
  - L'abbaye de Wadgassen ;
  - Deux tiers du comté de Sarrewerden (Grafschaft Saarwerden) ;
  - Le bailliage de Jugenheim (Amt Jugenheim) ;
  - Rosenthal (Kellerei Rosenthal).

## Listes des princes de Nassau-Usingen
- Valéran de Nassau-Usingen (1635-1702), fils de Guillaume de Nassau-Sarrebruck
- Guillaume Henri de Nassau-Usingen (1684-1718), fils du précédent
- Charles de Nassau-Usingen (1712-1775), fils du précédent
- Charles-Guillaume de Nassau-Usingen (1735-1803), fils du précédent
- Frédéric Auguste de Nassau-Usingen (1738-1816), frère du précédent